# Setge de Calais (1346)
El  Setge de Calais  al nord de França va començar el 1346 cap a l'inici del que més tard s'anomenaria la Guerra dels Cent Anys.

## Antecedents
El Rei Eduard III d'Anglaterra, que reclamava el regnat de França, va derrotar l'armada francesa a la batalla de Sluys el 1340, i va desembarcar a Normandia el 1346, derrotant finalment els francesos a la batalla de Crécy. En aquest punt l'exèrcit anglès no podia continuar sense subministraments, reforços i l'ajuda del Comtat de Flandes per la qual cosa es van retirar cap al nord. Les naus angleses havien abandonat les costes de Normandia de tornada a Anglaterra i el rei Eduard havia de prendre un lloc defensable en què el seu exèrcit es pogués reagrupar i restaurar.
Calais era perfectament apropiada per als propòsits del rei anglès, ben defensable, amb doble fossat i murs que havien estat aixecats feia cent anys. La ciutadella a la cantonada nord-occidental de la ciutat tenia el seu propi fossat i fortificacions addicionals. A més, la ciutat es trobava sobre el Canal de la Mànega, el que implicava que un cop presa, podria ser fàcilment i defensada per mar. Per descomptat, tan atractiva com podia ser per Eduard d'Anglaterra, per la seva posició defensable, la feia molt difícil de prendre.

## El setge
El juliol i l'agost van arribar rumors d'un possible atac anglès, i Eudes IV de Borgonya va posar al comandament Jean de Vienne i Enguerrand de Beaulo, fins que el 14 d'agost va arribar Jean de Fosseux per prendre el comandament de la ciutadella.
El 4 de setembre de 1346, els homes d'Eduard III d'Anglaterra es van aproximar a la ciutat i com les defenses estaven preparades i un assalt era inviable, immediatament van fer preparatius per a un setge. Els murs i fossats de la ciutat no serien superats amb facilitat.
El setge va requerir ajuda tant d'Anglaterra com de Flandes i aviat van arribar reforços anglesos per via marítima, fins a reunir entre 10.000 i 12.000 homes, allotjats en una ciutat provisional anomenada Villeneuve-la-Hardie. Mentre Felip de Valois no va ser capaç d'interferir les línies de subministrament angleses i el seu exèrcit, que arribaven via Gravelines, Eduard d'Anglaterra no va poder tampoc interferir amb els subministraments a la població de Calais per navegants genovesos lleials a França. Per més de dos mesos l'exèrcit anglès no va aconseguir grans guanys i la situació estava estancada.
Al novembre, se li va subministrar canons, catapultes i escales llargues als anglesos però els intents de trencar o escalar els murs seguir fallant. Al febrer, Eduard va desistir en els seus intents d'atacar la ciutat i va decidir deixarla morir de fam. Un últim comboi francès de subministraments va aconseguir proveir als ciutadans, però l'armada anglesa repel·lir tots els altres intents. Tanmateix, els exèrcits del rei Felip no van fer res per acabar el setge. A la primavera es van sumar reforços tant als exèrcits francesos com anglesos, però Felip no podia aspirar a derrotar els atacants: els pantans que envoltaven la ciutat també defensaven els seus atacants.
Al juny, el subministrament de menjar i d'aigua potable dins de la ciutat era gairebé nul. Un mes després, després que un altre comboi fos enfonsat per la flota anglesa, 500 nens i ancians van ser expulsats de la ciutat amb l'esperança que els homes i dones saludables que quedessin poguessin sobreviure. Els anglesos es van refusar a permetre que aquests exiliats se'ls s'aproximessin deixant-los morir de fam just davant els murs de la ciutat.
L'1 d'agost la ciutat va encendre fogueres en senyal que estaven preparats per rendir-se i Felip va destruir l'emplaçament des del qual el seu exèrcit planejava atacar els anglesos de tal manera que no caigués en mans enemigues. El rei Eduard es va deixar persuadir pels seus consellers de permetre viure als ciutadans, així que després atorgar algunes provisions els va permetre abandonar la ciutat.

## Conseqüències
Calais va caure sota control anglès i va romandre així fins al 1558, atorgant als anglesos una base per atacar França.